# Ulodesmus biconus
Ulodesmus biconus är en mångfotingart som beskrevs av Carl Graf Attems 1928. Ulodesmus biconus ingår i släktet Ulodesmus och familjen Gomphodesmidae. Inga underarter finns listade i Catalogue of Life.